# Âm học
Âm học là một nhánh của vật lý học, nghiên cứu về sự lan truyền của sóng âm thanh trong các loại môi trường và sự tác động qua lại của nó với vật chất.
Âm thanh phát sinh từ nhiều nguồn ví dụ như tiếng nói, tiếng động vật kêu, tiếng trống, tiếng đàn từ các nhạc cụ. Khi thổi sáo, khi đánh trống hay khi hai cái ly chạm nhau đều cho một tiếng hay một âm. Nói chung, tiếng phát sinh khi có va chạm giữa hai vật. Tiếng cao hay thấp tùy thuộc vào sự va chạm mạnh hay nhẹ.
Khi thổi sáo thì nghe được một tiếng thanh, khi đánh trống thì nghe được một tiếng trầm. Tiếng thanh hay trầm tùy thuộc vào vật liệu và môi trường không gian của vật. Trong các nhạc cụ, âm thanh "thanh" hay "trầm" phụ thuộc vào kích thước vật thể như chiều dài, không gian (như sáo, kèn) và cấu tạo (dây thanh mảnh hay dây to)... Ví dụ âm thoa cho tiếng thanh hay trầm phụ thuộc vào độ dài âm thoa.

## Vật lý âm thanh
- Các nghiên cứu về âm thanh cho thấy âm thanh nghe được là âm thanh trong dải tần số 20Hz - 20kHz. Âm thanh có dải tần cao hơn 20 kHz gọi là siêu âm. Âm thanh thấp hơn 20 Hz gọi là hạ âm
- Âm thanh không tồn tại trong chân không. Thí nghiệm cho thấy chuông sẽ không kêu khi nằm trong môi trường chân không.
- Âm thanh cần vật chất để lan truyền. Âm thanh lan truyền qua mọi vật ở ba trạng thái rắn, lỏng, và khí. Sự truyền âm diễn ra dễ nhất trong vật rắn rồi tới vật lỏng và trong không khí.
- Khi âm thanh truyền trong không khí sẽ làm cho các phân tử không khí co lại hay giãn nở ra tạo ra sự co giãn của không khí theo phương lan truyền. Âm thanh di chuyển qua không khí dưới dạng sóng dọc có vận tốc bằng tích của bước sóng với tần số sóng: {\displaystyle v=\lambda f}
- Vận tốc lan truyền của sóng âm thanh thay đổi theo nhiệt độ và áp suất của môi trường vật chất. Vận tốc âm thanh trong không khí ở nhiệt độ và áp suất tiêu chuẩn đo được gần bằng 333 m/s

## Hiện tượng âm thanh
Trong thực tế, âm thanh tạo từ nhiều nguồn khác nhau. Trong không gian rộng mở, sóng âm thanh truyền đi tự do theo mọi hướng. Trong không gian hạn hẹp hay bị vật cản, sóng âm thanh sẽ bị phản hồi và sẽ giao nhau với các sóng khác tạo nên giao thoa sóng. Khi hai sóng âm thanh cùng chiều giao thoa được gọi là giao thoa cộng sóng. Khi hai sóng âm thanh khác chiều giao thoa được gọi là giao thoa trừ sóng. Khi hai sóng âm thanh giao thoa sẽ cho ra các hiện tượng nhiễu âm gây ra các hiện tượng như mất tiếng, tiếng đứt quãng, tiếng ồn, tiếng dội.

## Ứng dụng trong thông tin
Âm thanh nghe được nằm trong dải tần 20 Hz - 20 kHz được dùng trong thông tin để truyền dẫn âm thanh từ nơi phát đến nơi nhận trên một quảng đường gần hay xa. Thực nghiệm cho thấy, âm thanh trong dải tần 20 Hz - 20 kHz dễ mất năng lượng khi truyền qua không khí. Để truyền âm thanh đi xa, sóng âm thanh phải được trộn với một sóng dẫn có tần số cao MHz - GHz cho ra một sóng phát thanh AM, FM hay PM
- Sóng AM là một loại sóng trộn của hai sóng, sóng âm và sóng dẫn, có cường độ sóng dẫn thay đổi theo cường độ sóng âm. Sóng AM thích hợp cho việc truyền dẫn thông tin trên quãng đường gần hay ngắn trong phạm vi địa phương.
- Sóng FM là một loại sóng trộn của hai sóng, sóng âm và sóng dẫn, có cùng cường độ nhưng khác tần số. Sóng FM thích hợp cho việc truyền dẫn thông tin trên quãng đường dài hay xa trong phạm vi trong hay ngoài nước. Sóng FM cho một tiếng trong rõ hơn sóng AM và có khả năng truyền đi xa hơn sóng AM. Nhờ đó, có thể tạo một hệ thông tin viễn thông qua hệ thống điện tử.

## Ứng dụng trong thăm dò
Sóng âm còn được dùng trong kỹ thuật thăm dò để tìm vị trí một vật. Sóng âm khi bị một vận cản sẽ bị phản xạ. Sóng phản xạ cho biết vị trí của một vật.
Quãng đường = Vận tốc x Thời gian
{\displaystyle s=vt}

## Thiết bị điện tử xử lý âm thanh
Thiết bị điện tử xử lý âm thanh bao gồm các linh kiện điện tử dùng trong việc: 
1. Chuyển đổi sóng âm thanh sang sóng tín hiệu điện và ngược lại. Ví dụ như Microphone, Loa
2. Truyền dẫn sóng tín hiệu âm thanh ở nơi phát và nơi nhận. Ví dụ như Ăngten Vòng, Dây

## Máy phát âm điện tử
Từ các cuộc nghiên cứu, các máy phát âm điện tử đã được chế tạo dùng trong công nghệ giải trí và thông tin bao gồm các máy phát âm điện tử sau:
- Điện thoại
- Radio
- Ti vi
- Máy hát đĩa
- Máy cát sét

## Hệ thống thông tin viễn thông
Để có thể trao đổi thông tin giữa nơi phát với nơi nhận trên tuyến đường xa Hệ thống thông tin viễn thông được hình thành bao gồm:
- Hệ thống thông tin viễn thông Radio
- Hệ thống thông tin viễn thông Tivi
- Hệ thống thông tin viễn thông Điện thoại
- Hệ thống thông tin viễn thông Máy Tính
- Hệ thống thông tin viễn thông Trang Mạng

## Các hướng nghiên cứu trong ngành âm học vĩ mô
- Sự truyền âm trong môi trường biến động,
- Sự khuếch tán âm thanh trong môi trường không đồng chất, trong các môi trường không được sắp xếp theo thứ tự nhất định,
- Đặc điểm của các quá trình vi mô trong trường sóng âm thanh,
- Trạng thái của vật chất trong trường sóng siêu âm,

Ở mức độ vi mô, dao động đàn hồi của môi trường được miêu tả bởi các phônôn - sự dao động tập thể của các nguyên tử và ion. Trong kim loại và chất bán dẫn, những dao động như vậy của các ion gây ra các dao động điện. Như vậy ở cấp bậc vi mô, âm thanh có thể sinh ra dòng điện. Một bộ phận của âm học, nghiên cứu hiện tượng trên và các ứng dụng của nó, gọi là điện âm học.
Một hướng nghiên cứu nữa của âm học là quang âm học, ngành khoa học nghiên cứu sự tương tác qua lại của sóng âm thanh và sóng ánh sáng trong môi trường, trong đó có sự nhiễu xạ của ánh sáng trong môi trường sóng siêu âm.
Trong mối quan hệ có tầm quan trọng lớn của sóng âm thanh với cuộc sống sinh hoạt, âm học còn chia ra các hướng nghiên cứu như: âm học khí quyển, âm học địa lý, thủy âm học, âm học liên quan với các ngành sinh học, kiến trúc, phép dò khuyết tật...